# Kongguo
Kongguo (kinesiska: 孔国, 孔国乡) är en socken i Kina. Den ligger i provinsen Heilongjiang, i den nordöstra delen av landet, omkring 330 kilometer norr om provinshuvudstaden Harbin. Antalet invånare är 32 713. Befolkningen består av 16 226 kvinnor och 16 487 män. Barn under 15 år utgör 16,0 %, vuxna 15-64 år 74 %, och äldre över 65 år 8,0 %.
Genomsnittlig årsnederbörd är 825 millimeter. Den regnigaste månaden är juli, med i genomsnitt 273 mm nederbörd, och den torraste är januari, med 9 mm nederbörd.